# 利公 (陳)
利公（りこう）あるいは厲公（れいこう）は、春秋時代の陳の君主（在位前706年8月 - 前700年8月）。姓は嬀、名は躍。
陳の桓公と蔡の公女のあいだの子として生まれた。
紀元前707年1月、叔父の公子他が太子免を殺害して自ら太子となった。桓公が死去すると、陳公他が即位した。
紀元前706年8月、太子免の弟である躍・林・杵臼が蔡の人を使って陳公他を殺害した。躍が陳公として即位した。
紀元前700年8月壬申、利公は死去した。弟の林（荘公）が陳公として即位した。

## 子女
- 陳完（田敬仲）